# Фокер F.V
Фокер F.V/ Fokker F.V је холандски једномоторни, вишеседи, висококрилaц авион, мешовите класичне конструкције који се користио као путнички, транспортни авион између два рата.

## Пројектовање и развој
Авион Фокер F.V је пројектовао главни Фокеров конструктор Рајнхолд Плац. Идеја је била оригинална: авион се могао конфигурирати као моноплан или двокрилац. Двокрилна конфигурација могла да подиже већа оптерећења због веће површине крила, док би моноплан верзија имала мањи отпор и била би бржа. Горње крило је било типичног Фокеровог дебелог дизајна са унутрашњим подупирачима, са елеронима који излазе иза врхова крила, све у стилу ранијих авиона F.III и F.IV. Међутим, код F.V крило је постављено као сунцобран, (парасол) и повезано са трупом помоћу четири подупирача са сваке стране. Двокрилна конверзија је пројектована тако да је доње крило повезано са горњим једноставним подупирачиma N типа, без жичаних затезача за учвршћивање.

## Технички опис
Труп је био правоугоног попречног пресека. Носећа конструкција је била о заварених челичних цеви а облога је била од трослојне шперплоче. Путничка кабина је била пространа у њу су била смештена 8 седишта (у четири реда са по два седишта у реду и пролазом између њих). У кабини пилота су била два седеишта једно поред другог са дуплим командама за пилота и копилота. Путничка кабина је имала систем за грејање, оно је обезбеђено постављањем издувних цеви мотора хоризонтално дуж бочних страна авиона изнад прозора, где су отвори за вентилацију омогућавали да врућ ваздух загрејан спољашњим зидовима издувних цеви улази у унутрашњост. Авион је имао тоалет и пртљажни простор.
Погонска група Мотор је био линијски течношћу хлађени Rolls-Royce Eagle снаге 268 kW (360 KS). Елиса са четири крака, су уствари била два двокрака пропелера под правим углом, један иза другог, на истом погонском вратилу. Већи број лопатица значи да је пречник, а самим тим и брзина врха и бука мањи него код већег пропелера са две лопатице.
Крила крила су била каласична дрвене конструкције уобичајене код Фокерових авиона. Горње крило је било парасол на четири носача издигнута изнад трупа авиона. Авион је могао да лети само са горњим крилом као моноплан или када се жели повећати носивост авиона монтирала би се доња крила и авион би постајао класичан двокрилац.
Репне површине су се састојале од два хоризонтална стабилизатора са кормилима висине и једним кормилом правца без вертикалног стабилизатора које је тек касније уграђен. Конструкције ових елемената су биле металне а облога од платна.
Стајни трап је био класичан фиксан са два гумена точка на заједничкој осовини која је челичном конструкцијом везана за труп авиона. На крају репа авиона налазила се еластична дрвена дрљача као трећа ослона тачка авиона.

## Верзије
Авион је направљен у једном примерку.

## Земље које су користиле авион Фокер
- Холандија
- Аустрија
- Совјетски Савез

## Оперативно коришћење
Од 1922. године авион се водио у холандском регистру ваздухоплова а користио га је КЛМ за превоз путника. Исписан из регистра 1926. са напоменом продат Аустрији, који су га препродали Русији и тамо је коришћен као транспортни авион у конфигурацији двокрилца. 